# Francesco Brioschi
Francesco Brioschi (Milano, 22 dicembre 1824 – Milano, 13 dicembre 1897) è stato un matematico e politico italiano.
Francesco Brioschi fu un uomo politico, illustre matematico e idraulico. Ricoprì nel corso della sua vita le cariche di rettore dell'Università degli Studi di Pavia e segretario generale del Ministero della Pubblica Istruzione, lavorando in particolare col Ministro Carlo Matteucci, celebre fisico; fu presidente del Consiglio direttivo dell'Accademia Scientifico-Letteraria, nucleo originario della futura Università degli Studi, e fondatore e direttore dell'Istituto Tecnico Superiore (che poi sarà ribattezzato Politecnico di Milano), il secondo Politecnico d'Italia.

## Biografia
Dopo aver studiato nel Liceo Classico Cesare Beccaria di Milano, si laureò a Pavia dove fu alunno dell'Almo Collegio Borromeo nel 1847.
A Pavia fu allievo di Antonio Maria Bordoni, di cui in seguito divenne collaboratore.
Nel 1848 partecipò all'insurrezione delle Cinque giornate di Milano.
Fece parte della commissione che elaborò la Legge Casati del 1859, che riformò in modo organico l'intero ordinamento scolastico del Regno di Sardegna, prima di essere adottata dal Regno d'Italia dopo l'unificazione.
Nel 1860 divenne socio dell'Accademia nazionale delle scienze.
Nel 1861 fu eletto deputato del Regno d'Italia nella circoscrizione di Todi. Era allora politicamente legato (e lo sarà per tutta la vita) alla Destra storica.
Fu nominato direttore del neonato Politecnico (che ai tempi si chiamava Regio istituto tecnico superiore di Milano), fondato nel 1863. Fu direttore di quest'ultimo fino alla morte. Gli succedette Giuseppe Colombo, suo fidato collaboratore.
Fu grazie all'impegno di Brioschi che il Politecnico di Milano poté disporre di locali, laboratori e docenti di buona qualità.
Inoltre insistette affinché il Politecnico di Milano potesse fornire l'intera educazione superiore: fino al 1875, erano ammessi solo studenti che avessero frequentato almeno due anni in un'altra Scuola .
Tra i suoi allievi figurano Eugenio Beltrami, Giuseppe Colombo e Luigi Cremona.
Nel 1865 all'inizio della IX fu nominato dal re Vittorio Emanuele II Senatore del Regno nella categoria 18.
Nel 1867 diresse la rivista Il Politecnico - Repertorio mensile di studi applicati alla prosperità e coltura sociale.
Nel 1872 fece un primo aggiornamento delle mappe cartografiche del Po. Solo nel 1887 si otterrà un'opera cartografica più completa del fiume, quando Brioschi realizzò una nuova mappa a stampa da Moncalieri fino al delta. La mappa è in un'unica tavola (730x9000 mm) in scala 1:50.000. Questa mappa è ancora oggi utilizzata per gli aggiornamenti e la rappresentazione del fiume.

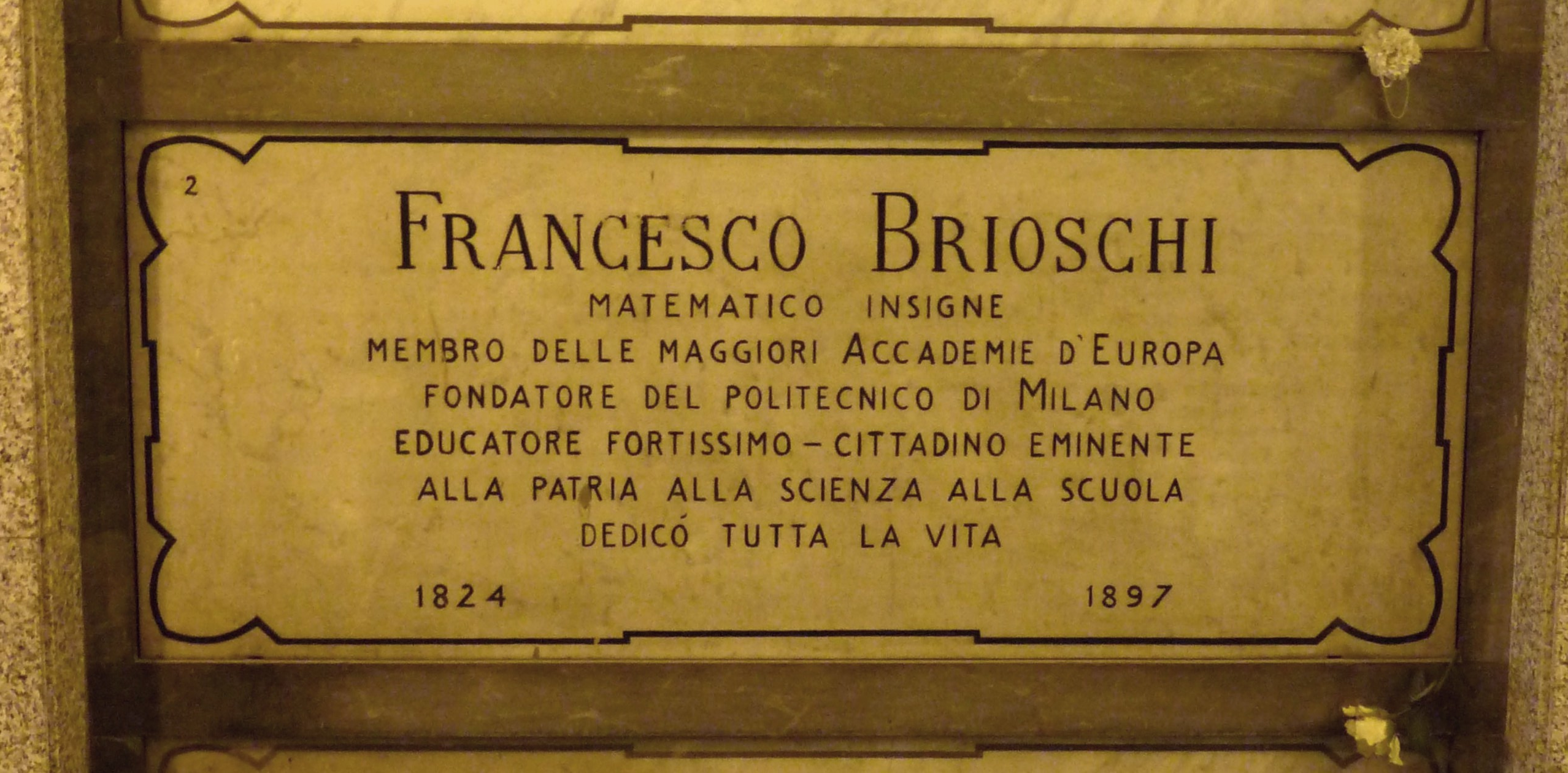
Tomba di Francesco Brioschi nel Cimitero Monumentale di Milano

Morì il 13 dicembre 1897. Riposa nella Cripta del Famedio del Cimitero Monumentale di Milano.

## Opere

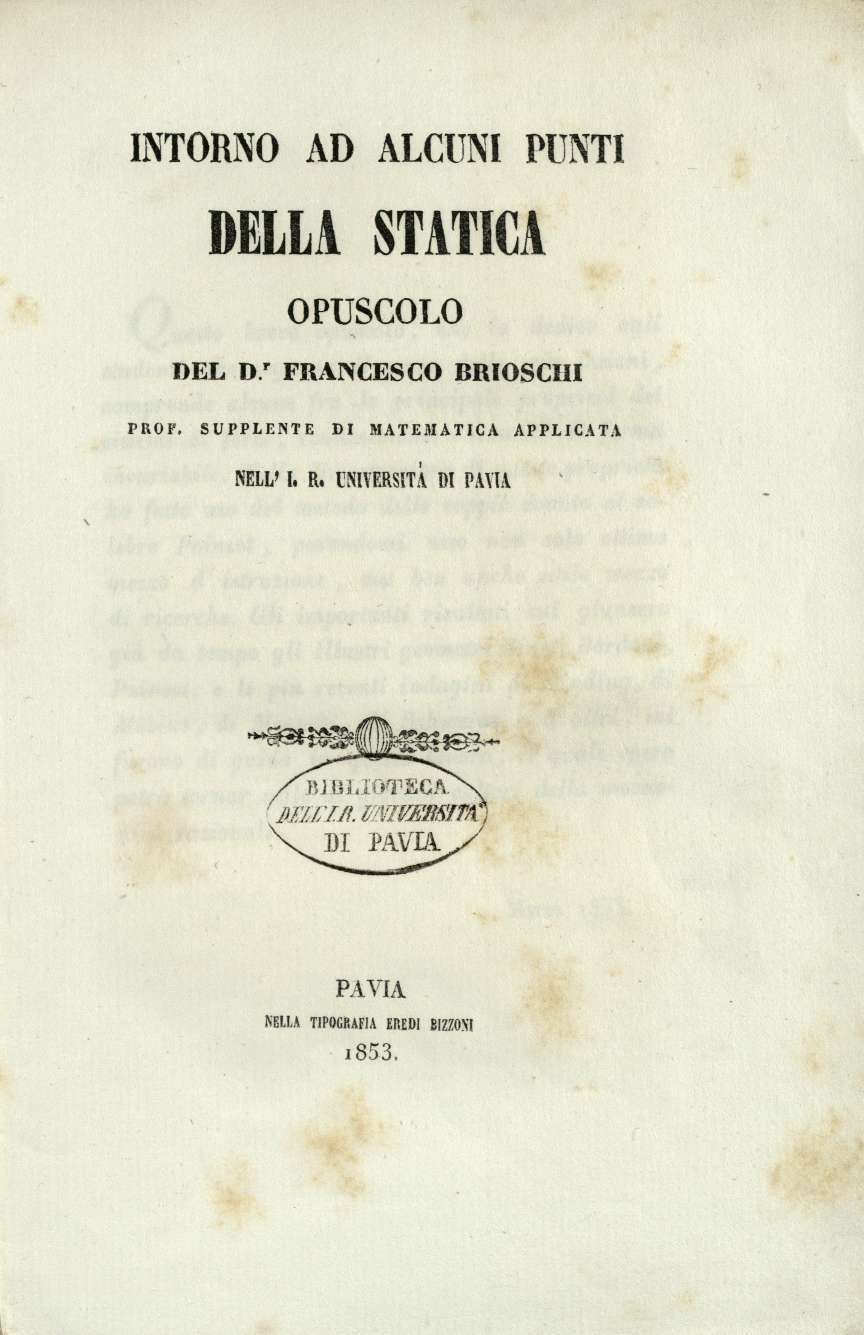
Intorno ad alcuni punti della statica, 1853

- Intorno ad alcuni punti della statica, Pavia, eredi Bizzoni, 1853.
- Delle traverse oblique alla direzione di un corso d'acqua, Milano, Amministrazione del Politecnico, 1866.
- Sopra un progetto di inchiesta idrometrica, [Milano], [Tip. di Zanetti Francesco], [1867].
- Opere matematiche di Francesco Brioschi (5 vol.)[collegamento interrotto] (editore:  U. Hoepli, Milano, 1901-1909)

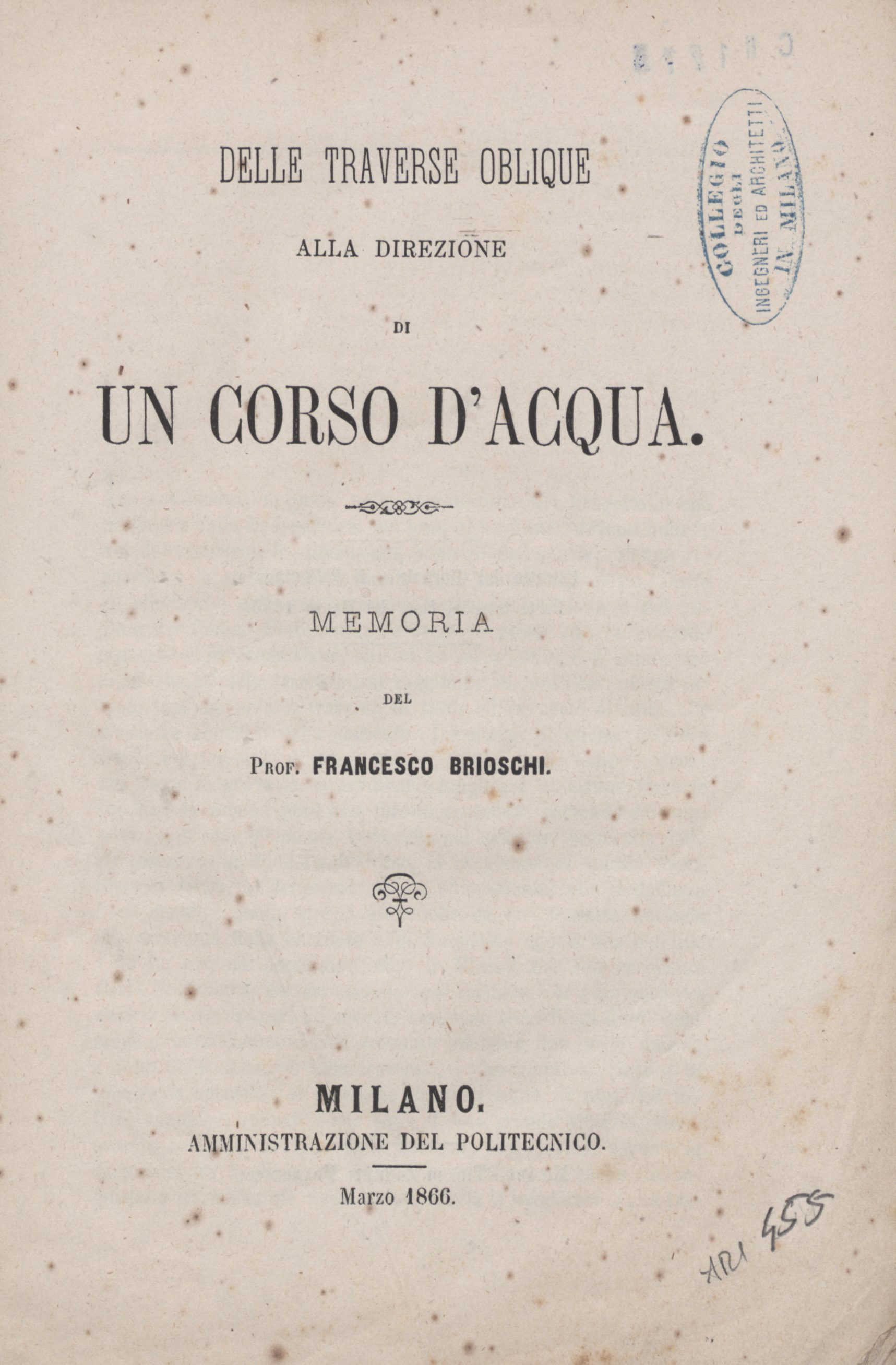
Delle traverse oblique alla direzione di un corso d'acqua, 1866
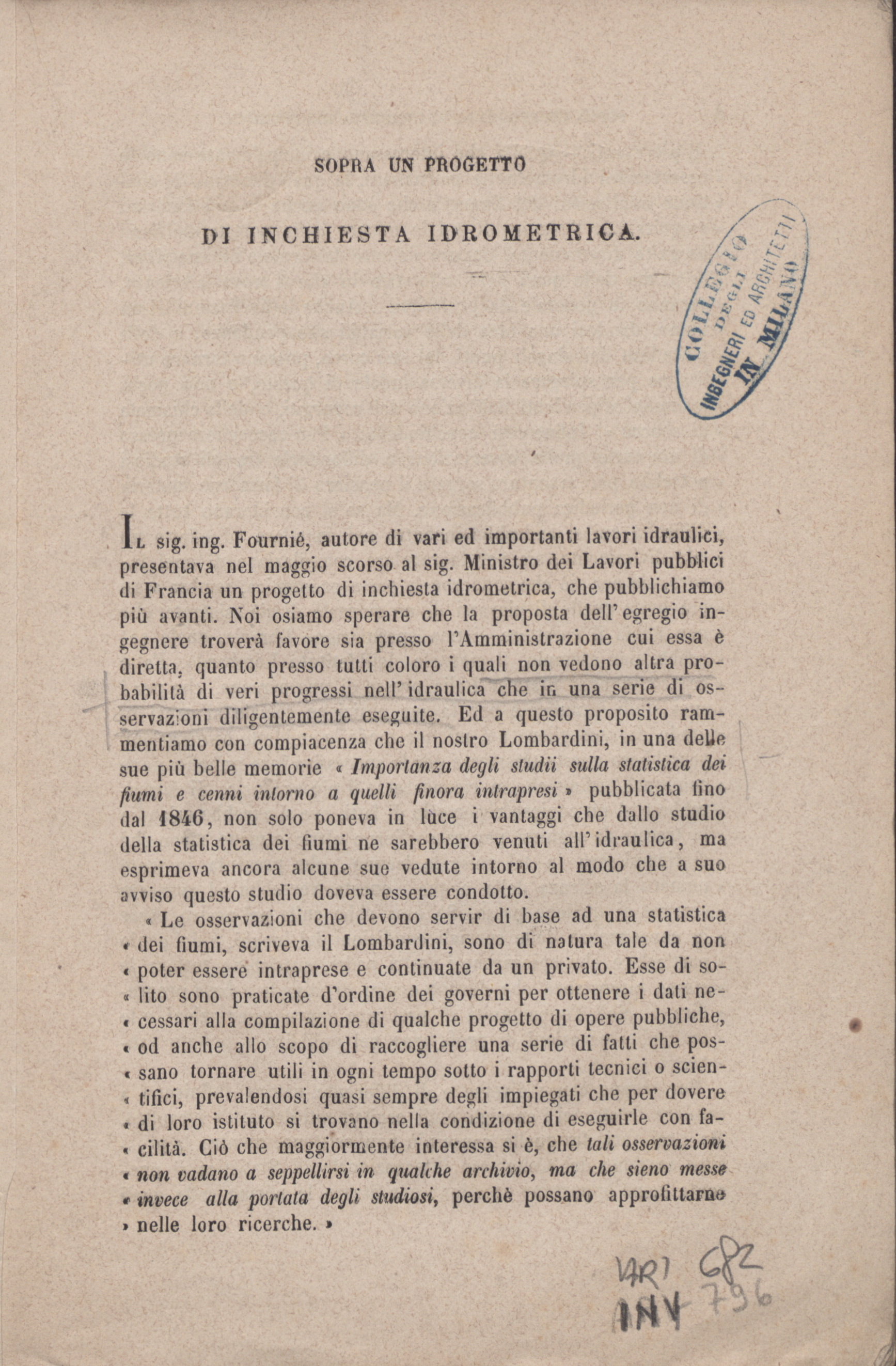
Sopra un progetto di inchiesta idrometrica, 1867

## Controversie
La fondazione di istituti di istruzione superiore a Milano causò una diminuzione degli studenti dell'Università di Pavia. Brioschi fu duramente attaccato da molti, tra cui Antonio Maria Bordoni, di cui Brioschi era stato collega e collaboratore. I due rimasero in cattivi rapporti fino alla morte di Bordoni. Quando questa sopraggiunse, Brioschi si prese l'incarico di scrivere un elogio funebre. Per questo si fece consegnare alcuni documenti del defunto. Non li restituì mai più e ancora oggi sono custoditi al Politecnico di Milano.